# Chharra Rafatpur
Chharra Rafatpur é uma cidade e uma nagar panchayat no distrito de Aligarh, no estado indiano de Uttar Pradesh.

## Demografia
Segundo o censo de 2001, Chharra Rafatpur tinha uma população de 20,826 habitantes. Os indivíduos do sexo masculino constituem 53% da população e os do sexo feminino 47%. Chharra Rafatpur tem uma taxa de literacia de 52%, inferior à média nacional de 59.5%; a literacia no sexo masculino é de 60% e no sexo feminino é de 43%. 17% da população está abaixo dos 6 anos de idade.